# Chiesa rupestre di San Biagio
La chiesa rupestre di San Biagio è situata nell'ambito di un villaggio rupestre sorto lungo le pareti rocciose dell'avvallamento creato dal corso del Canale Reale, a poca distanza dalla masseria Jannuzzo, nel territorio comunale di Brindisi, a circa 11 km a ovest dal capoluogo in direzione di San Vito dei Normanni; a quest'ultimo comune è affidata la gestione del monumento.
È uno dei principali insediamenti rupestri della regione per il suo rilevante valore storico ed artistico, in particolare per la presenza di un ciclo pittorico integro e ben conservato che adorna la chiesa. Qui si insediò, prima del XII secolo, una comunità di monaci italo-bizantini che utilizzò le grotte probabilmente già utilizzate in tempi precedenti. L'insediamento è stato abitato sino al XV secolo.

## Caratteristiche
La chiesa San Biagio, posta in posizione centrale nei pressi della grotta del capo comunità (igumeno), un tempo aveva due ingressi, uno per accedere al presbiterio, l'altro per i fedeli.
La chiesa consta di un ampio vano rettangolare con una lunghezza di circa m 12,50, una larghezza media di oltre m 4,50 ed una altezza di circa m 2,70.
Oggi non vi è traccia né di altare né di iconostasi, a causa delle manomissioni avvenute nel XVIII secolo. Tuttavia si distinguono due zone: il naos, dove si celebrava il rito, e il bema, riservato ai fedeli. Lungo la parete meridionale è stato ricavato nel muro un basso sedile (sintrono) che si estende sino al bema. Sono presenti anche due nicchie, una nella parete sud, l'altra in quella ad est, sicuramente con funzione liturgica.
Sulle pareti si notano iscrizioni in lingua greca. Una di queste, situata sulla volta, all'ingresso principale, riporta la data dell'8 ottobre 1196 e ci fornisce notizie precise sul finanziatore del ciclo pittorico, sull'igumeno bizantino, sul capomastro (Martino) e forse anche sul pittore (Daniele).
Le pitture della volta e delle pareti rappresentano un ciclo pittorico tra i più interessanti della Puglia ispirati a modelli bizantini ma con influssi propri delle tradizioni locali. Sono rappresentate Scene cristologiche ispirate anche ai Vangeli apocrifi e figure di Santi.

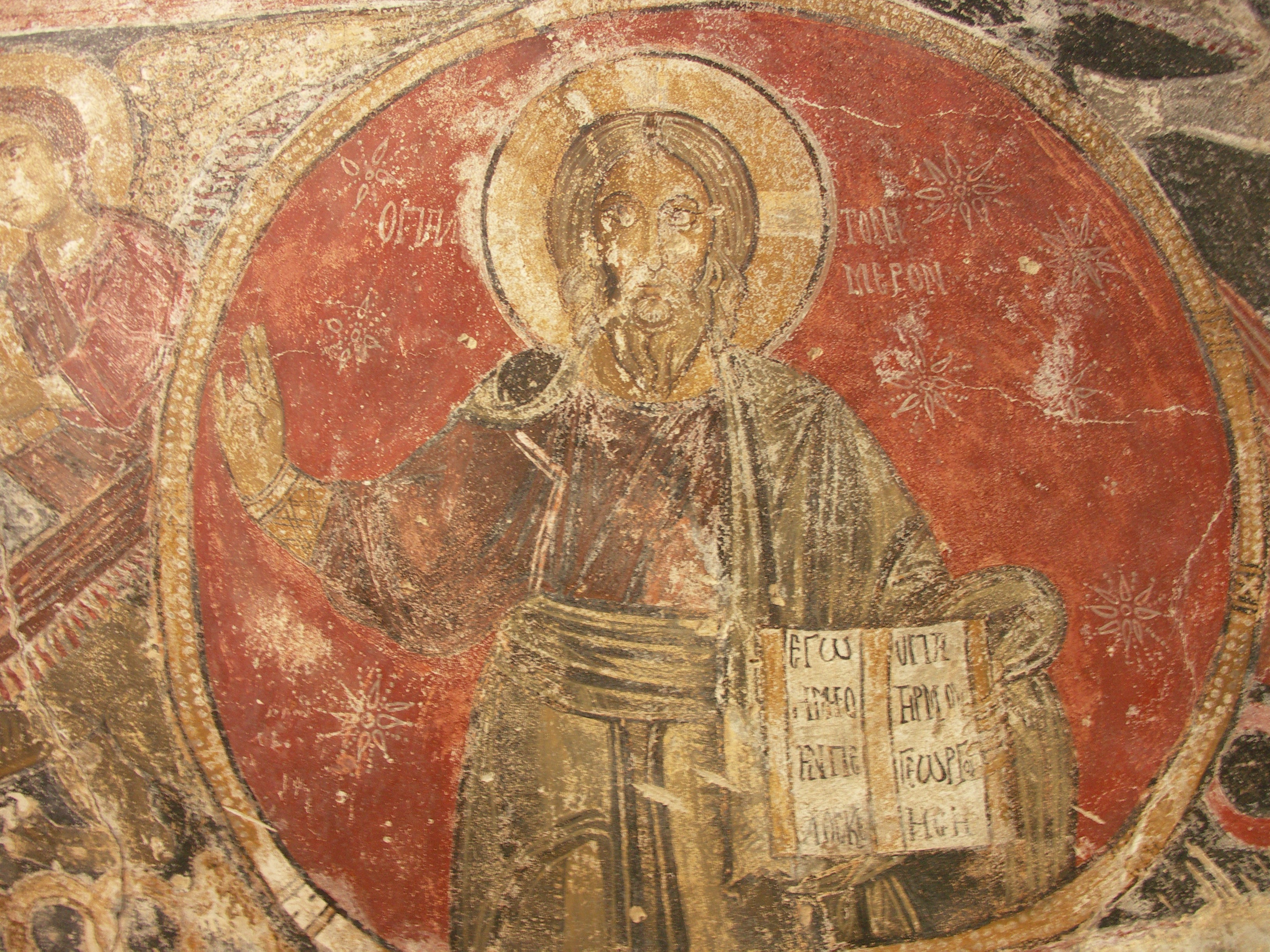
LAntico dei Giorni

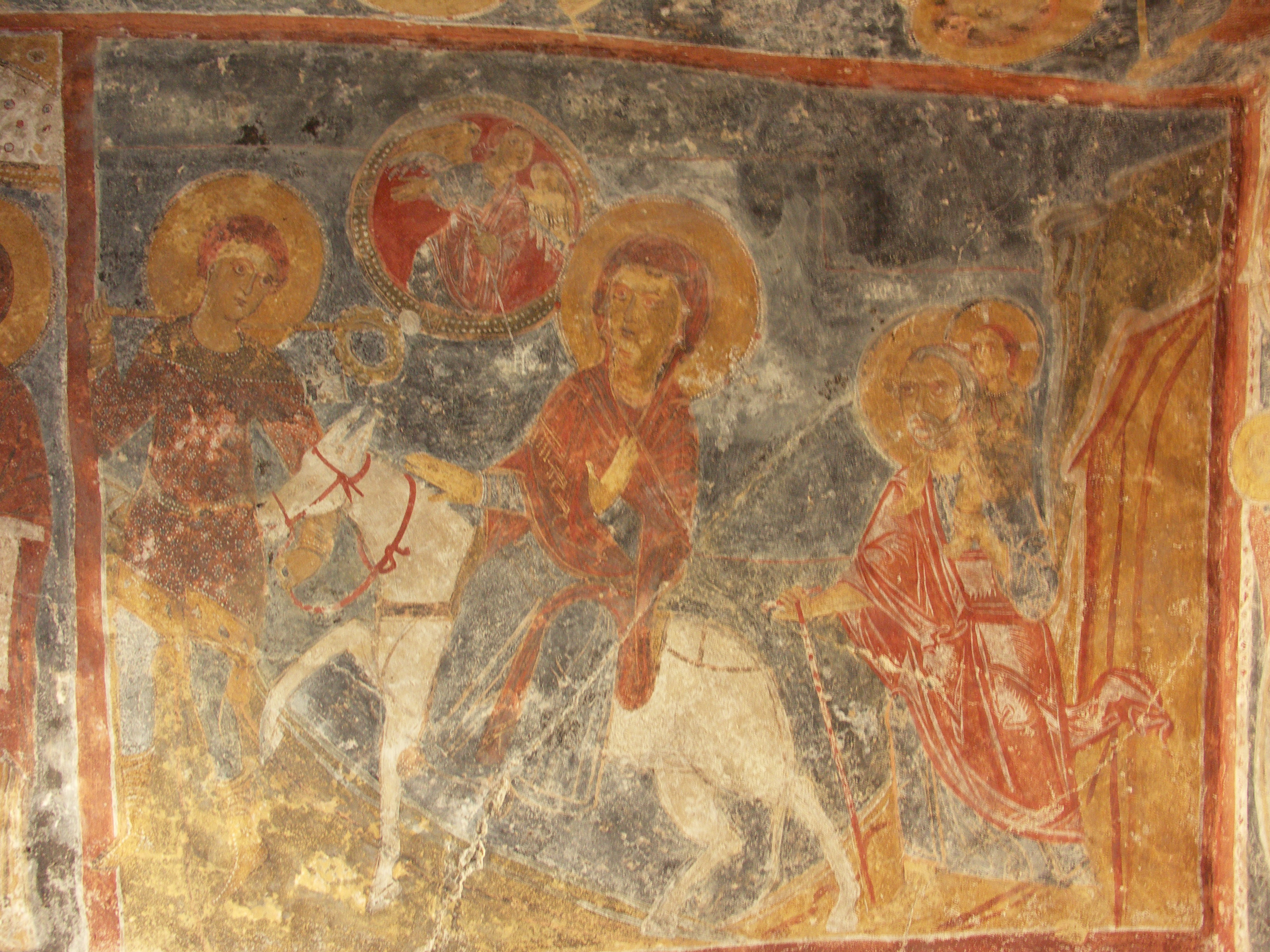
Fuga in Egitto

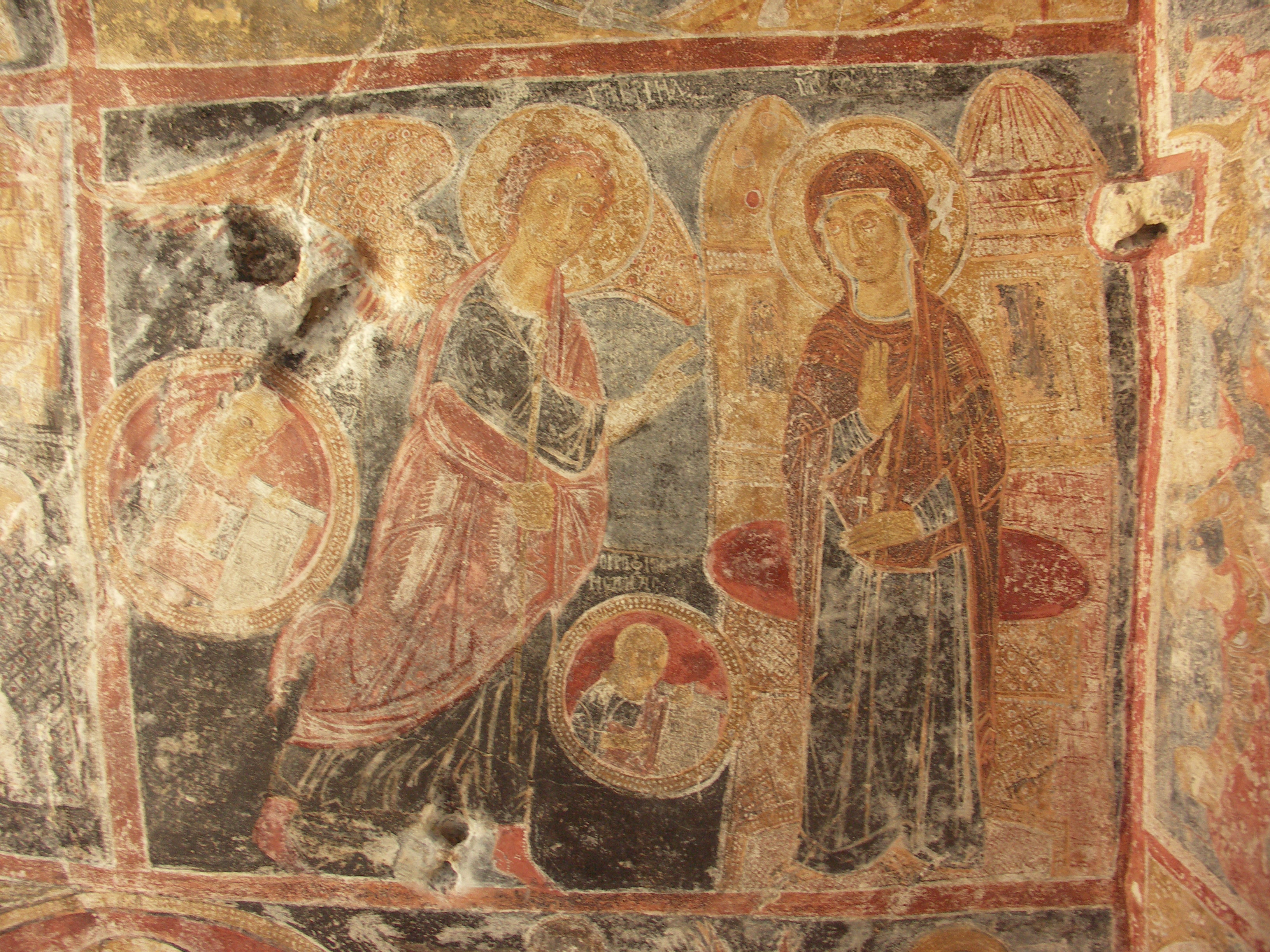
Annunciazione

La volta è divisa in cinque sezioni, con le scene che si susseguono in senso antiorario:
- Cristo pantocratore (interpretato come l'Antico dei giorni), racchiuso in un cerchio stellato con i cherubini, con i simboli degli evangelisti e i profeti Daniele ed Ezechiele
- Annunciazione
- Fuga in Egitto: Maria monta un cavallo bianco, Giuseppe ha il bambino sulle spalle, accompagnati da san Giacomo e dall'angelo;
- Presentazione al tempio: notare Giuseppe che porta in offerta due tortore in una gabbia.
- Ingresso di Gesù in Gerusalemme: il Salvatore cavalca un asino seguito da Andrea e Giovanni.

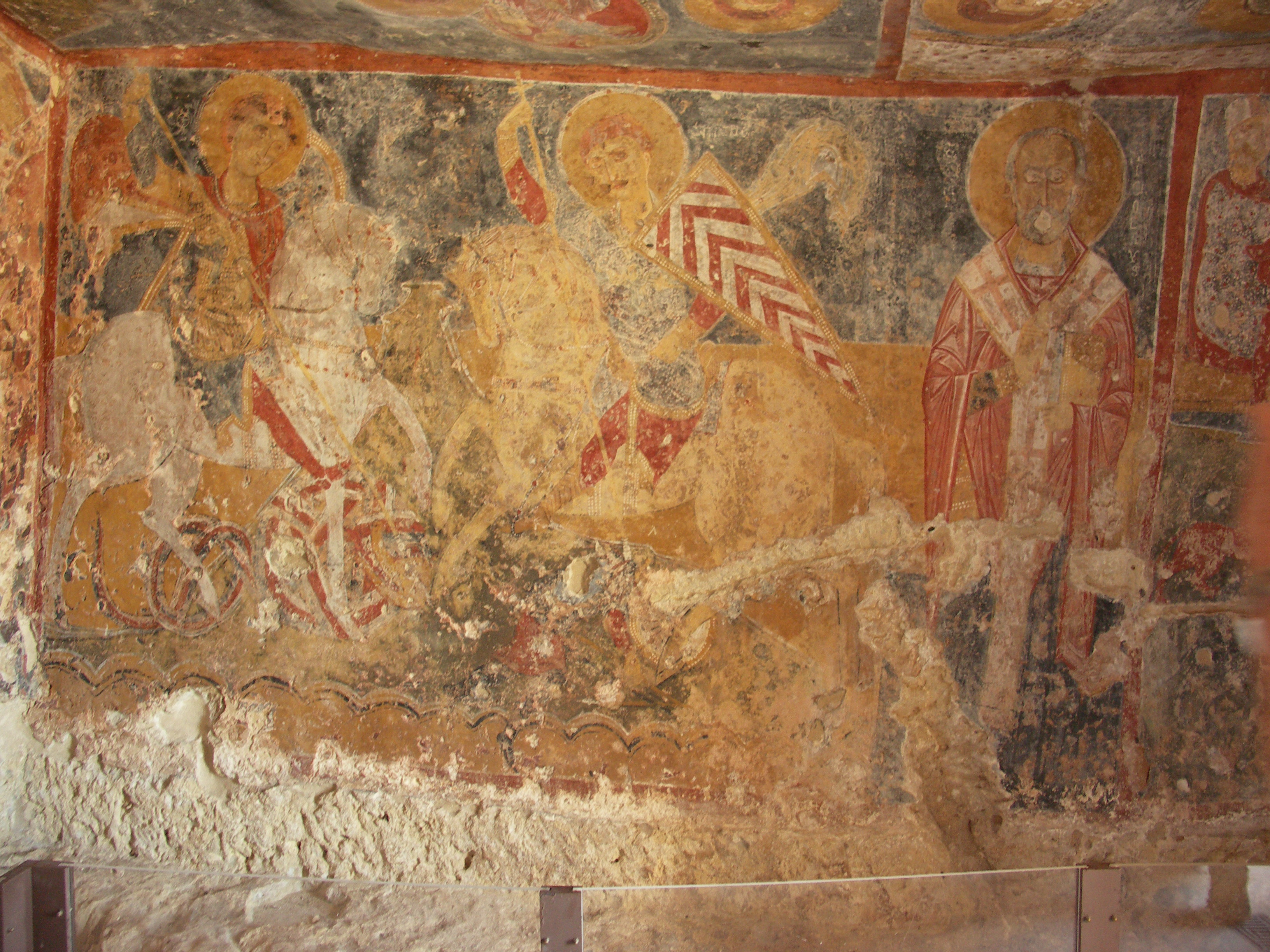
Santi Giorgio e Demetrio e San Nicola

Sulle parti laterali sono rappresentati altri episodi del Nuovo Testamento e diversi santi, tra cui spicca per importanza quello eponimo, Biagio. Partendo dall'ingresso si distinguono:
- Sant'Andrea e San Giovanni;
- San Nicola (l'unico santo accompagnato da una doppia epigrafe, in greco e in latino),
- San Demetrio e san Giorgio uccidono un drago.
- San Biagio, rappresentato con gli animali da lui guariti.
- Santo Stefano e San Silvestro papa (parete di fronte all'ingresso)
- Natività, al centro la mangiatoia e san Giuseppe, la Madonna guarda il bambino accudito dalle levatrici Zalomi e Salomè, i Magi e i pastori (parete sud).